# Sosy bazowe

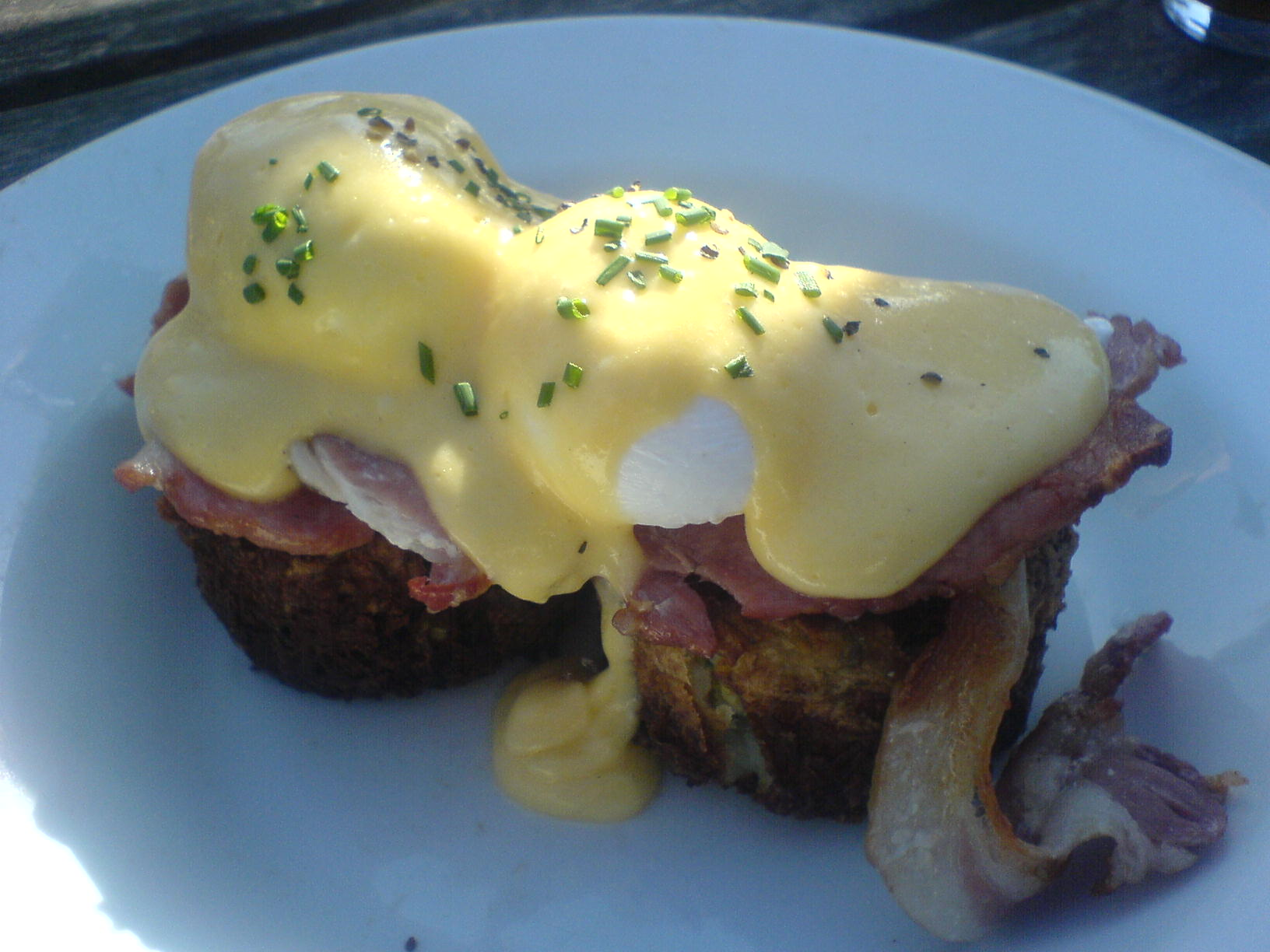
Sos bazowy holenderski na jajkach po benedyktyńsku

Pięć sosów bazowych – sposób klasyfikacji sosów w gastronomii.
Pojęcie stworzył Antonin Carême, XIX-wieczny francuski szef kuchni. Rozwinął on metodologię, dzięki której setki sosów są klasyfikowane jako warianty pięciu podstawowych sosów bazowych. Tymi pięcioma sosami są:
- sos holenderski, sos majonezowy (emulsyjny, ubijany sos na bazie masła i żółtek jaj),
- sos hiszpański(inne języki) (brunatny i gęsty, esencjonalny wyciąg z kości wołowych i warzyw),
- sos beszamelowy (sos bazujący na mleku lub śmietanie z zarumienioną zasmażką),
- sos velouté(inne języki) (sos jasny; wywar, zazwyczaj drobiowy, zagęszczony zasmażką),
- sos pomidorowy (sos czerwony na bazie pomidorów, oliwy oraz cebuli).

| Sos bazowy                      | Sosy pochodne, warianty                             |
| ------------------------------- | --------------------------------------------------- |
| sos holenderski, sos majonezowy | ailloli, sos bearneński, gribiche, rouille          |
| sos pomidorowy                  | marinara, boloński                                  |
| sos hiszpański                  | demi-glace, myśliwski, afrykański, huzarski, Robert |
| sos beszamelowy                 | Mornay, Soubise                                     |
| sos velouté                     | rybny velouté, musztardowy, kreolski                |

Sos pomidorowy jest zaliczany do sosów bazowych, choć wszedł do kuchni później niż pozostałe, ale ze względu na to, że jest bazą do wielu innych sosów współczesnej sztuki kulinarnej, zasłużył sobie na miano sosu bazowego.